# Aloe ankaranensis
Aloe ankaranensis là một loài thực vật có hoa trong họ Măng tây. Loài này được Rauh & Mangelsdorff mô tả khoa học đầu tiên năm 2000.